# Вологі листяні ліси островів моря Банда
Вологі листяні ліси островів моря Банда (ідентифікатор WWF: AA0102) — австралазійський екорегіон тропічних та субтропічних вологих широколистяних лісів, розташований на Молуккських островах.

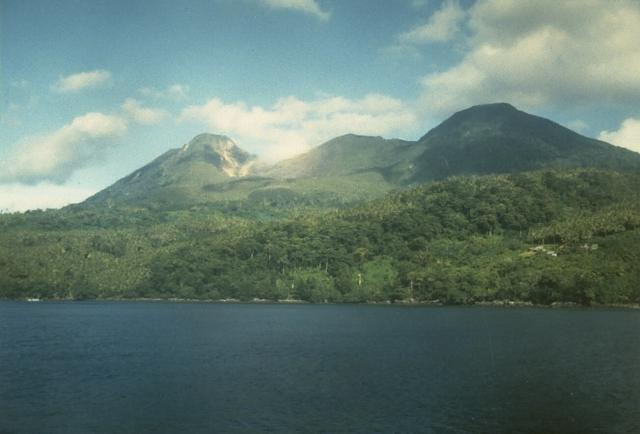
Ландшафт острова Дамар

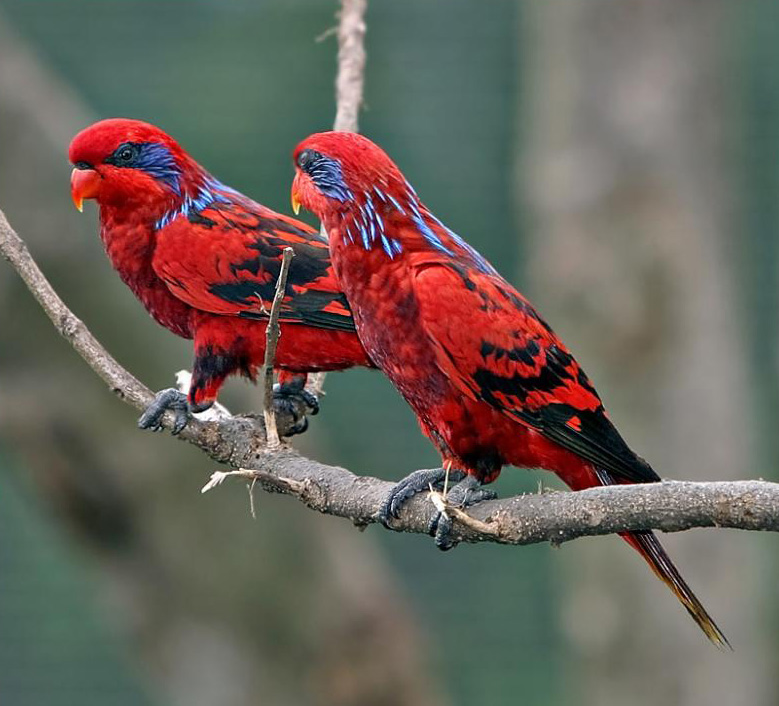
Танімбарські лорі (Eos reticulata)

## Географія
Екорегіон вологих листяних лісів островів моря Банда охоплює південну частину Молуккського архіпелагу, розташованого на схід від Тимору та інших Малих Зондських островів та на захід від Нової Гвінеї. Він включає більшу частину архіпелагу Барат-Дая, за винятком острова Ветар, зокрема острови Романг, Дамар, Кісар, Летті, Сермата і Бабар, а також групу островів Танімбар, найбільшим з яких є острів Ямдена, та групу островів Кай, найбільшими з яких є острови Кай-Бесар і Кай-Кечіл. З півночі острови регіону омиваються морем Банда, а з півдня — Тиморським та Арафурським морями. 
Острови регіону утворюють дві паралельні острівні дуги, які йдуть з південного заходу на північний схід і є частиною вулканічної дуги Банда. Острови цієї геологічної структури завдовжки 1000 км утворилися в регультаті субдукції трьох основних літосферних плит — Індо-Австралійської, Євразійської та Тихоокеанської. Тектонічна активність в регіоні висока, тут є багато активних вулканів та часто трапляються землетруси. Вулканічна активність відбувається вздовж Внутрішньої дуги, породжуючи вулканічні острови, тоді як острови Зовнішньої дуги, які переважно складаються з піднятих коралових вапняків та більш давніх метаморфічних порід, лежать на лінії розлому і схильні до землетрусів. На невисоких вапнякових островах Зовнішньої дуги, зокрема на найбільшому в екорегіоні острові Ямдена, зустрічаються карстові форми рельєфу.
Південні Молуккські острови є частиною біогеографічного регіону Воллесії, який є частиною Австралазійської біогеографічної області, але ніколи не сполучався ні з Азією, ні з Австралією. Флора і фауна регіону характеризуються поєднанням азійських та австралійських елементів, а також включають багато ендемічних видів, які еволюціонували в ізоляції. Східний та південний кордон екорегіону проходить по лінії Лідеккера, яка відмежовує острови Воллесії від островів, що лежать на континентальному шельфі Австралії та Нової Гвінеї, які під час останнього льодовикового періоду, коли рівень Світового океану був більш ніж на 100 м нижчим, ніж зараз, об'єднувалися у один материк Сахул.

## Клімат
На островах Барат-Дая переважає саванний клімат (Aw за класифікацією кліматів Кеппена), на Танімбарських островах — мусонний клімат (Am за класифікацією Кеппена), а на островах Кай — екваторіальний клімат (Af за класифікацією Кеппена). З травня по вересень в регіоні триває сезон дощів, а протягом решти року — сухий сезон.

## Флора
На Південних Молуккських островах зустрічаються різноманітні рослинні угруповання, зокрема вічнозелені та напіввічнозелені дощові ліси, вологі та сухі листяні ліси, а також мангрові ліси. Їх розподіл залежить від клімату, зокрема від кількості опадів.
Основними рослинними угрупованнями екорегіону є вологі листяні ліси. На відміну від дощових лісів Північних Молуккських островів, у яких переважають вічнозелені представники родини діптерокарпових (Dipterocarpaceae), у лісах екорегіону переважають австрало-меланезійські види дерев, які скидають листя під час сухого сезону. Серед дерев, поширених на островах Танімбар та Кай, слід відзначити папуанську ділленію (Dillenia papuana), острівне лічі (Pometia pinnata), каносійську манілкару (Manilkara kanosiensis), полінезійський каштан (Inocarpus fagifer), сулавеську гарцинію (Garcinia celebica), вузьколистий мускатник (Myristica lancifolia), тюльпанове мангрове дерево (Heritiera littoralis) та різні види хурми (Diospyros spp.). Також на цих островах зустрічаються духмяні мускатники (Myristica fragrans), які є джерелом мускатних горіхів та мускатного цвіту. Завдяки цим рослинам Молуккські острови були широко відомі в давнину як Острови Прянощів.

## Фауна
В межах екорегіону зустрічається 22 види ссавців — передусім кажани та крилани, зокрема майже ендемічні острівні підковики (Rhinolophus keyensis), індонезійські склеповики (Taphozous achates), чорнобороді крилани (Pteropus melanopogon), зеленуваті голоспинні крилани (Dobsonia viridis) та трубконосі крилани Кіста (Nyctimene keasti). Ендеміками Південних Молуккських островів є ямденські мозаїкохвості щури (Melomys cooperae) та ріамські мозаїкохвості щури (Melomys howi), поширені на Танімбарських островах, а також мозаїкохвості щури Банністера (Melomys bannisteri), велетенські кейські щури (Uromys siebersi) та кейські крилани (Pteropus keyensis), поширені на островах Кай. Крім того, на островах Кай, розташованих найближче до Сахульського шельфу, зустрічаються деякі сумчасті ссавці — пухнасті кускуси (Phalanger orientalis), плямисті кускуси (Spilocuscus maculatus), цукрові сумчасті летяги (Petaurus breviceps), довгоносі колючі бандикути (Echymipera rufescens) та смагляві валлабі (Thylogale brunii), а також золоточереві боброщури або ракалі (Hydromys chrysogaster), які демонструють фауністичний зв'язок з Новою Гвінеєю.
Орнітофауна екорегіону нараховує 225 видів птахів. Ендеміками регіону є танімбарські великоноги (Megapodius tenimberensis), танімбарські горлиці (Macropygia timorlaoensis), молуцькі коукали (Centropus spilopterus), танімбарські сови-голконоги (Ninox forbesi), танімбарські какаду (Cacatua goffiniana), танімбарські папуги (Eclectus riedeli), танімбарські лорі (Eos reticulata), білочереві медовички (Myzomela boiei), сірощокі медівники (Philemon kisserensis), танімбарські медівники (Philemon plumigenis), кейські шикачики (Edolisoma dispar), рудохвості віялохвістки (Rhipidura fuscorufa), танімбарські віялохвістки (Rhipidura opistherythra), ямденські монархи (Carterornis castus), кайські монархи (Symposiachrus leucurus), танімбарські монархи (Symposiachrus mundus), танімбарські гвінейниці (Microeca hemixantha), іржастоголові очеретянки (Horornis carolinae), великокейські окулярники (Zosterops grayi), малокейські окулярники (Zosterops uropygialis), тенімбарські шпаки-малюки (Aplonis crassa), вохристоволі квічалі (Zoothera machiki), танімбарські квічалі (Geokichla schistacea), танімбарські мухоловки (Ficedula riedeli), дамарські мухоловки (Ficedula henrici) та кейські квіткоїди (Dicaeum keiense)
Майже ендемічними представниками екорегіону, які також зустрічаються на сусідніх островах, є тиморські горлиці (Geopelia maugeus), чорнокрилі тілопо  (Ptilinopus cinctus), жовтоплечі тілопо (Ptilinopus wallacii), жовтоокі тілопо (Ducula concinna), рожевоголові пінони (Ducula rosacea), танімбарські сипухи (Tyto sororcula), тиморські альціони (Todiramphus australasia), молуцькі боривітри (Falco moluccensis), кайські папужки-пігмеї (Micropsitta keiensis), червоні лорі (Eos bornea), оливкові лорікети (Trichoglossus euteles), плямистоволі медовці (Lichmera squamata), сріблисті шикачики (Coracina personata), танімбарські оругеро (Lalage moesta), серамські свистуни (Pachycephala macrorhyncha), вохристі свистуни (Pachycephala griseonota), танімбарські вивільги (Oriolus decipiens), середні дронго (Dicrurus densus), сумбейські окулярники (Zosterops citrinella), тиморські квічалі (Geokichla peronii), темноголові мухоловки (Ficedula buruensis), чорноспинні квіткоїди (Dicaeum maugei), молуцькі мунії (Lonchura molucca), темноголові мунії (Lonchura quinticolor) та тиморські папужники (Erythrura tricolor)
Невеликі, безлюдні вулканічні острови, розташовані в морі Банда, такі як Манук, найсхідніший острів в архіпелазі Барат-Дая, є місцями гніздування та відпочинку для мільйонів морських птахів. В екорегіоні знаходяться найбільші колонії птахів, що залишилися у всій Південно-Східній Азії. Серед морських птахів, що гніздяться на островах моря Банда, слід відзначити червонохвостих фаетонів (Phaethon rubricauda), білохвостих фаетонів (Phaethon lepturus), фрегатів-арієлів (Fregata ariel), тихоокеанських фрегатів (Fregata minor), червононогих сул (Sula sula), білочеревих сул (Sula leucogaster), жовтодзьобих сул (Sula dactylatra), бурих крячків (Anous stolidus), бурокрилих крячків (Onychoprion anaethetus) та строкатих крячків (Onychoprion fuscatus).

## Збереження
Лише близько 20 % лісів екорегіону були знищені або значно деградували, однак більша частина лісів Південних Молуккських островів є відносно незайманою. Найбільший масив незайманих лісів екорегіону знаходиться на острові Ямдена на Танімбарських островах. Однак незважаючи на те, що багато островів регіону є безлюдними, популяціям птахів на цих островах загрожують інвазивні пацюки та коти, які випадково потрапили на ці острови. Іншою загрозою для збереження природи регіону є вилов деяких видів птахів, зокрема папуг, та вилучення їх яєць з метою продажу.
Оцінка 2017 року показала, що 987 км², або 14 % екорегіону, є заповідними територіями. Природоохоронні території включають: Ямденський природний заповідник, Природний заповідник Пулау-Нусвотар, Природний заповідник Пулау-Нустарам та Природний заповідник Кай-Бесар.